# Song Yoo-geol
Đây là một tên người Triều Tiên, họ là Song.
Song Yoo-Geol (tiếng Hàn:송유걸, sinh ngày 16 tháng 2 năm 1985) là một vận động viên bóng đá người Hàn Quốc hiện đang chơi vị trí thủ môn cho đội Gangwon FC.
Câu lạc bộ đầu tiên anh đã chơi là Chunnam Dragons, Song chỉ chơi một trận tại Hauzen Cup vào năm 2006. Sau đó, vào tháng 7 năm 2007, anh chuyển đến Incheon United.
Ngày 28 tháng 11 năm 2011, anh chuyển sang Gangwon FC trong hợp đồng hoán đổi với thủ môn Yoo Hyun.
Song cũng tham gia vào đội tuyển U-23 Hàn Quốc và đội bóng đá Olympic nước này.

## Thống kê sự nghiệp của câu lạc bộ
| Câu lạc bộ        | Câu lạc bộ        | Câu lạc bộ        | Liên đoàn | Liên đoàn | Cup     | Cup       | Cup Liên đoàn | Cup Liên đoàn | Châu lục | Châu lục  | Tổng  | Tổng      |
| Mùa               | Câu lạc bộ        | Liên đoàn         | Apps      | Bàn thắng | Apps    | Bàn thắng | Apps          | Bàn thắng     | Apps     | Bàn thắng | Apps  | Bàn thắng |
| Hàn Quốc          | Hàn Quốc          | Hàn Quốc          | Liên đoàn | Liên đoàn | Cup KFA | Cup KFA   | Cúp Liên đoàn | Cúp Liên đoàn | Châu Á   | Châu Á    | Total | Total     |
| ----------------- | ----------------- | ----------------- | --------- | --------- | ------- | --------- | ------------- | ------------- | -------- | --------- | ----- | --------- |
| 2006              | Chunnam Dragons   | K-League          | 0         | 0         | 0       | 0         | 1             | 0             | -        | -         | 1     | 0         |
| 2007              | Chunnam Dragons   | K-League          | 0         | 0         | 0       | 0         | 0             | 0             | 1        | 0         | 1     | 0         |
| 2007              | Incheon United    | K-League          | 0         | 0         | 0       | 0         | 0             | 0             | -        | -         | 0     | 0         |
| 2008              | Incheon United    | K-League          | 4         | 0         | 1       | 0         | 8             | 0             | -        | -         | 13    | 0         |
| 2009              | Incheon United    | K-League          | 7         | 0         | 0       | 0         | 3             | 0             | -        | -         | 10    | 0         |
| 2010              | Incheon United    | K-League          | 15        | 0         | 2       | 0         | 2             | 0             | -        | -         | 19    | 0         |
| 2011              | Incheon United    | K-League          | 11        | 0         | 2       | 0         | 2             | 0             | -        | -         | 15    | 0         |
| 2012              | Gangwon FC        | K-League          |           |           |         |           |               |               | -        | -         |       |           |
| Tổng số sự nghiệp | Tổng số sự nghiệp | Tổng số sự nghiệp | 37        | 0         | 5       | 0         | 16            | 0             | 1        | 0         | 59    | 0         |